# Houston Aces
Houston Aces es un equipo de fútbol profesional femenino de Houston, Texas (Estados Unidos), fundado en 2012. Participa en la conferencia Big Sky de la Women's Premier Soccer League.
La sede de sus juegos es en el estadio de Carl Lewis, en la Universidad de Houston.
The Houston Aces también cuenta con un equipo B, South Select, el cual trabaja principalmente con estudiantes universitarias durante el verano, para su preparación como futbolistas profesionales. De igual manera, cuenta con una academia, dirigida a jugadoras a partir de los 15 años, que buscan obtener una beca universitaria.

## Historia
La temporada 2012 no fue la mejor para The Houston Aces, logrando sólo 11 puntos en 12 juegos y posicionándose como séptimas en la tabla de su división Sky Blue – South. 
En 2013, ganan por primera vez el USASA National Women´s Open, de forma invicta. La academia de los Houston Aces, formado principalmente por jugadoras universitarias que buscan un lugar en el equipo profesional al terminar sus estudios. También clasificó en el National Women’s U-23, aunque fueron eliminadas en semifinales
Algunos de los éxitos alcanzados en la temporada 2013 fueron los siguientes:
- 16 victorias consecutivas desde mayo hasta julio. Un gran avance después de los resultados de la temporada 2012.
- A partir de estos logros, se calificó a los Playoffs en la WSPL. Sin embargo, caen derrotadas en la final contra San Diego WFC SeaLions, por 2-1.
- Aunque está en la mira del equipo unirse a la National Women's Soccer League, se analizó el tiempo preciso para hacerlo.
- En 2014, el equipo Houston South Select forma parte del Houston Aces como la cantera oficial.
- Tras una temporada complicada, los Houston Aces logra se clasificaron para los playoffs en 2014 y llegaron a la competencia nacional, esta vez, enfrentándose en la final contra el Beach Futbol Club -división Pac-Sur en la WSPL-, quienes obtienen la victoria por un tanto.

- Datos: Q15727780